# Зогу, Ксения
Принцесса Ксения Зогу (алб. Senije Zogu; 1903—1969) — албанская принцесса, сестра первого короля Албании Ахмета Зогу; албанская общественная деятельница.

## Биография
Родилась 15 ноября 1903 года в замке Бургайет Оттоманской империи, ныне округ Мати Албании, в семье Джемал-паши Зогу и его жены Садии Топтани.
Историки описывают принцессу Ксению как любимую из шести сестёр Зогу I, и после смерти королевы-матери Ксения выполняла представительские функции первой леди до брака брата с Геральдине 27 апреля 1938 года.
Свадьба Ксении в 1936 году с турецким принцем была государственным делом, и с этого времени её брат-король регулярно устраивал официальные королевские балы, на которых стали появляться их четыре младших сестры. Ксения и Ахмет приняли участие в судьбе сестёр, обучая их игре на фортепиано, танцам, изучению языков и верховой езде. Они посетили Европу, где отличились своими дорогими покупками.
В октябре 1928 года принцесса Ксения была назначена председателем албанского Красного Креста. В этом же году в Албании были отменены все женские организации и оставлена одна, которая занималась их вопросами — Gruaja Shiqiptare. Будучи руководителем Красного Креста, принцесса Ксения была назначена королём председателем общества Gruaja Shiqiptare. Задача этой женской организации заключалась в поддержке официальной политики в области прав женщин, а не вырабатывать самостоятельные решения. Филиалы Gruaja Shiqiptare существовали в порядка двадцати албанских городах.
Ксения способствовала знакомству короля Ахмета Зогу с его будущей женой — венгерской графиней Геральдиной Аппоньи, пригласив её на Новогодний карнавал в Королевском дворце в Тиране, где король сделал ей предложение. Принцесса Ксения покинула Албанию с остальными членами королевской семьи в 1939 году, после начала Второй мировой войны. После войны она жила некоторое время в Египте; в 1955 году вместе с некоторыми членами семьи Зогу переехала во Францию, где жила с сестрами до своей смерти.
Умерла 15 апреля 1969 года в Каннах, Франция.

### Личная жизнь
12 января 1936 года в Тиране вышла замуж за принца Мехмеда Абида-эфенди (1905—1973), сына султана Османской империи Абдул-Хамида II; развелись в 1949 году, детей у них не было.